# Universitat d'Agricultura de Letònia
La Universitat d'Agricultura de Letònia (en letó: Latvijas Lauksaimniecības universitāte) és una universitat situada a Jelgava, Letònia, especialitzada en les ciències agrícoles, forestals i àrees relacionades.
La universitat es va originar com a «Departament d'Agricultura» a l'Institut Politècnic de Riga el 1863, que el 1919 va esdevenir la «Facultat d'Agronomia» de la Universitat de Letònia. Va ser institució independent el 1939, quan es va establir com a «Acadèmia d'Agricultura» al Palau de Jelgava, que havia estat renovat per a aquest propòsit. El seu nom es va canviar a «Universitat d'Agricultura de Letònia» el 1990.